# Raúl González (chodziarz)
Raúl González Rodríguez (ur. 29 lutego 1952 w Rancho Las Lajas, China w stanie Nuevo León) – meksykański lekkoatleta, chodziarz, mistrz i wicemistrz olimpijski.
W 1971 zajął 3. miejsce w chodzie na 10 000 metrów (na bieżni) w mistrzostwach Ameryki Środkowej i Karaibów w Kingston. Na igrzyskach olimpijskich w 1972 w Monachium był 20. w chodzie na 50 kilometrów. Zwyciężył w chodzie na 20 kilometrów w igrzyskach Ameryki Środkowej i Karaibów w 1974 w Santo Domingo. Na tym samym dystansie zajął 5. miejsce na igrzyskach olimpijskich w 1976 w Montrealu.
W 1977 wygrał po raz pierwszy chód na 50 kilometrów w zawodach Pucharu Świata. W 1978 zajął 2. miejsce w chodzie na 20 kilometrów na igrzyskach Ameryki Środkowej i Karaibów w Medellín. W tym samym roku ustanowił rekordy świata w chodzie na 30 000 metrów (na bieżni, 2:11:53,4), chodzie na 50 000 metrów (na bieżni, 3:41:38,4) i na 50 kilometrów (na szosie, 3:41:20), wszystkie te rezultaty były najlepszymi w karierze Meksykanina. W 1979 zwyciężył na igrzyskach panamerykańskich w San Juan w chodzie na 50 kilometrów.
Podczas igrzysk olimpijskich w 1980 w Moskwie González zajął 6. miejsce w chodzie na 20 km, a chodu na 50 km nie ukończył. W 1981 wygrał po raz drugi zawody Pucharu Świata w chodzie na 50 km, a w mistrzostwach Ameryki Środkowej i Karaibów w Santo Domingo był 2. w chodzie na 20 km. W następnym roku zwyciężył w igrzyskach Ameryki Środkowej i Karaibów w Hawanie w chodzie na 50 km, a na 20 km zajął 2. miejsce. W 1983 po raz trzeci zwyciężył na 50 km w Pucharze Świata. Na igrzyskach panamerykańskich w Caracas w tym samym roku zajął 1. miejsce na 50 km i 2. miejsce na 20 km. Na mistrzostwach świata w 1983 w Helsinkach zajął 9. miejsce na 20 km i 5. miejsce na 50 km.
Podczas igrzysk olimpijskich w Los Angeles w 1984 odniósł największe triumfy: zdobył złoty medal w chodzie na 50 kilometrów oraz srebrny w chodzie na 20 kilometrów. W 1987 był drugi na 50 km na igrzyskach panamerykańskich w Indianapolis, a na mistrzostwach świata w Rzymie zajął na tym dystansie 11. miejsce.